# Bolinopsis chuni
Bolinopsis chuni är en kammanetart som först beskrevs av von Lendenfeld 1884.  Bolinopsis chuni ingår i släktet Bolinopsis och familjen Bolinopsidae. Inga underarter finns listade i Catalogue of Life.